# Cixius apicata
Cixius apicata är en insektsart som beskrevs av Fowler 1904. Cixius apicata ingår i släktet Cixius och familjen kilstritar.
Artens utbredningsområde är Guatemala. Inga underarter finns listade i Catalogue of Life.